# Köves László (színművész)
Köves László (Budapest, 1951. szeptember 21. –) magyar színész.

## Életpályája
Az Agrártudományi Egyetemen szerzett diplomát 1976-ban, a Színház- és Filmművészeti Főiskolán 1982-ben végzett. 1976-tól a győri Kisfaludy Színházban indult pályája. 1982-től a Budapesti Gyermekszínházhoz szerződött. 1984-től egy évadot a Szegedi Nemzeti Színház társulatában játszott. 1985-től szabadfoglalkozású színművész.

## Színházi szerepeiből
- Bertolt Brecht: Kurázsi mama.... Második őrmester
- Jacques Offenbach: Szép Heléna.... Entikles
- Lev Nyikolajevics Tolsztoj: Háború és béke.... Dolohov
- Valentyin Petrovics Katajev: A kör négyszögesítése.... Jemeljan
- Alekszandr Nyikolajevics Osztrovszkij: Vihar.... Púpos
- Szergej Mihalkov: A hab.... Jámborov, egyszerű ember
- Déry Tibor – Pós Sándor – Presser Gábor – Adamis Anna: Képzelt riport egy amerikai popfesztiválról.... Frantisek
- Kosztolányi Dezső: Édes Anna.... Ficsor
- Szomory Dezső: Botrány az Ingeborg koncerten.... Szolga
- Csemer Géza – Szakcsi Lakatos Béla: A négy lópatkó....  Bakró, cigánylegény
- Turián György: Varázspálca.... Tréfás Tódor
- Képes Géza: Mese a halászlányról.... Király
- Kiss Anna: Bolondmalom.... Második őrlető; Kérő
- Szepesi Attila: Furulyás Palkó.... Dalnok